# Ceratagallia gillettei
Ceratagallia gillettei är en insektsart som beskrevs av Henry Fairfield Osborn och Ball 1898. Ceratagallia gillettei ingår i släktet Ceratagallia och familjen dvärgstritar. Inga underarter finns listade i Catalogue of Life.